# Santa María la Asunción, San Mateo Atenco
Santa María la Asunción är en ort i kommunen San Mateo Atenco i delstaten Mexiko i Mexiko. Samhället hade 7 681 invånare vid folkräkningen 2020.